# Hilary
Hilaryⓘ (łac. laris, z gr. larós – wesoły, pogodny, radosny) – imię męskie pochodzenia łacińsko-greckiego. Od tego imienia powstała staropolska forma skrócona (zdrobniała, spieszczona) Larysz, utworzona za pomocą popularnej w imiennictwie polskim, a także ruskim techniki ucinania nagłosu.
Hilary imieniny obchodzi: 11 stycznia, 13 stycznia, 14 stycznia, 29 lutego, 16 marca, 5 maja i 21 października.
Żeński odpowiednik: Hilaria

## Święci o imieniu Hilary
- Hilary z Akwilei (zm. 285) – drugi biskup Akwilei
- Hilary z Poitiers (315–367) – biskup i doktor Kościoła
- Hilary z Arles (ok. 403–449) – biskup Arles
- Papież Hilary (zm. 468) – biskup Rzymu.

## Osoby o imieniu Hilary
- Hilary (ok. 402) – arcybiskup Tarragony
- Hilary Majewski (1838–1892) – architekt miasta Łodzi
- Hilary Minc – polski polityk komunistyczny
- Hilary Koprowski – wirusolog, wynalazca szczepionki przeciwko wirusowi polio
- Hilary z Chichesteru (XII wiek) – biskup Chichester
- Hilary z Sextenu (1839–1899) – austriacki kapucyn, teolog moralista
- Hilary Putnam – współczesny filozof.